# Aneirin (cràter)
Aneirin és un cràter d'impacte de 467 km de diàmetre de Mercuri. Porta el nom del poeta gal·lès Aneirin (fl. segle vi), i el seu nom va ser aprovat per la Unió Astronòmica Internacional el 2014.